# 瀧本幹也
瀧本 幹也（たきもと みきや、1974年 - ）は日本の写真家、撮影技師、撮影監督。

## 人物
1974年愛知県生まれ。1994年より藤井保に師事。1998年に写真家として独立し、瀧本幹也写真事務所を設立。
広告写真をはじめ、グラフィック、エディトリアル、自身の作品制作活動、コマーシャルフィルム、映画など幅広い分野の撮影を手がける。主な作品集に『LAND SPACE』(13)『LOUIS VUITTON FOREST』（11）『SIGHTSEEING』(07)『BAUHAUS DESSAU ∴ MIKIYA TAKIMOTO』(05)『CROSSOVER』(18)などがある。
また、2012年からは映画の撮影にも取り組む。自身初となる『そして父になる』(是枝裕和監督作品)では第66回カンヌ国際映画祭コンペティション部門審査員賞を受賞。2015年には『海街diary』で第39回日本アカデミー賞最優秀撮影賞を受賞。2017年『三度目の殺人』第74回ヴェネツィア国際映画祭コンペティション部門。
広告に関して国内外での受賞歴多数。

## 経歴
（出典：｝
- 1974年、愛知県生まれ。
- 1994年、上京し藤井保に師事。
- 1998年、独立し、瀧本幹也写真事務所を設立

## 受賞歴
- 第37回ヨコハマ映画祭 撮影賞（『海街diary』）[2]

## 写真集
（出典：｝
- 2005年『BAUHAUS DESSAU ∴ MIKIYA TAKIMOTO』（PIE BOOKS）
- 2007年『SIGHTSEEING 』（リトルモア）
- 2011年『LOUIS VUITTON FOREST』（幻冬舎）
- 2013年『LAND SPACE』（青幻舎）
- 2014年『nonocular』（MATCH and Company）
- 2014年『GRAIN OF LIGHT』（青幻舎）
- 2015年『海街diary』（青幻舎）
- 2018年『CROSSOVER』（青幻舎）
- 2018年『mikiya takimoto colors』（銀座 蔦屋書店 青幻舎）
- 2021年『往復書簡その先へ』（グラフィック社）藤井保と共著
- 2023年『写真前夜』（玄光社）

## 映画
- 2013年『そして父になる』監督 : 是枝裕和
- 2015年『海街diary』監督 : 是枝裕和
- 2017年『三度目の殺人』監督 : 是枝裕和
- 2019年『どちらを』監督 : 佐藤雅彦、川村元気、関友太郎、豊田真之、平瀬謙太朗

## ドラマ
- 2025年『阿修羅のごとく』監督 : 是枝裕和

## 広告
- 伊藤忠商事
- キユーピー
- キリンビール
- サッポロビール
- サントリー
- JT
- ジョージア
- ダイワハウス
- トヨタ自動車
- ポカリスエット
- マクドナルド
- 三井住友フィナンシャルグループ
- ユニクロ

その他多数